# ياسوهيرو نوموتو
ياسوهيرو نوموتو (باليابانية: 野本 安啓) (25 يونيو 1983 في نيغاتا في اليابان – )؛ هو لاعب كرة قدم ياباني سابق كان يلعب كمدافع.

## وصلات خارجية
- ياسوهيرو نوموتو على موقع رابطة كرة القدم اليابانية للمحترفين (اليابانية)
- ياسوهيرو نوموتو على موقع قاعدة بيانات كرة القدم.إي يو (الإنجليزية)
- ياسوهيرو نوموتو على موقع Soccerway.com (الإنجليزية)
- ياسوهيرو نوموتو على موقع عالم كرة القدم.نت (الإنجليزية)